# Інгерслебен
Інгерслебен (нім. Ingersleben) — громада в Німеччині, розташована в землі Саксонія-Ангальт. Входить до складу району Берде. Складова частина об'єднання громад Флехтінген.
Площа — 31,27 км2. Населення становить 1335 ос. (станом на 31 грудня 2021).